# Valentin Peaudecerf
Valentin Peaudecerf est un homme politique français né le 31 août 1835 à Bourges (Cher) et décédé le 6 février 1915 à Saint-Martin-d'Auxigny (Cher)

## Biographie
Fonctionnaire bonapartiste sous l'Empire, il rallie la république après le 4 septembre 1870. Grâce à l'appui de son cousin Henri Brisson, il entre en 1878 dans l'administration préfectorale, comme conseiller de préfecture dans le Cher, puis préfet de l'Indre.
Il est sénateur du Cher de 1885 à 1903, et siège à gauche, soutenant les gouvernements républicains.

## Sources
- Ressources relatives à la vie publique :   - base Léonore
  - Personnel de l'administration préfectorale (1881-1926)
  - Sénat
- « Valentin Peaudecerf », dans Adolphe Robert et Gaston Cougny, Dictionnaire des parlementaires français, Edgar Bourloton, 1889-1891 [détail de l’édition]
- « Valentin Peaudecerf », dans le Dictionnaire des parlementaires français (1889-1940), sous la direction de Jean Jolly, PUF, 1960 [détail de l’édition]